# Compsidolon salicellum
Compsidolon salicellum – gatunek pluskwiaka z podrzędu różnoskrzydłych i rodziny tasznikowatych (Miridae). Jedyny polski przedstawiciel rodzaju Compsidolon.

## Budowa ciała
Owad ma ciało długości od 3,3 do 3,7 mm. Ciało pokryte jest jasnej barwy, pokryte jasnymi włoskami i ciemnymi kropkami. Tarczkę posiada jasną, czasem lekko pomarańczową. Odnóża również jasne z ciemnymi kropkami i kolcami na goleniach.

## Tryb życia
Pluskwiak ten jest drapieżnikiem polującym na roztocza i mszyce, związanym z leszczyną. Imagines pojawiają się od lipca do sierpnia. Zimują jaja. Posiada jedno pokolenie rocznie.

## Występowanie
Owad ten występuje w dużej części Europy, Azerbejdżanie, wschodniej Rosji i Korei. Zawleczony został także do Ameryki Północnej. W Polsce w całym kraju.